# Lycaeides argyrophalax
Lycaeides argyrophalax är en fjärilsart som beskrevs av Johann Andreas Benignus Bergsträsser 1779. Lycaeides argyrophalax ingår i släktet Lycaeides och familjen juvelvingar. Inga underarter finns listade i Catalogue of Life.